# Nina Hagerup

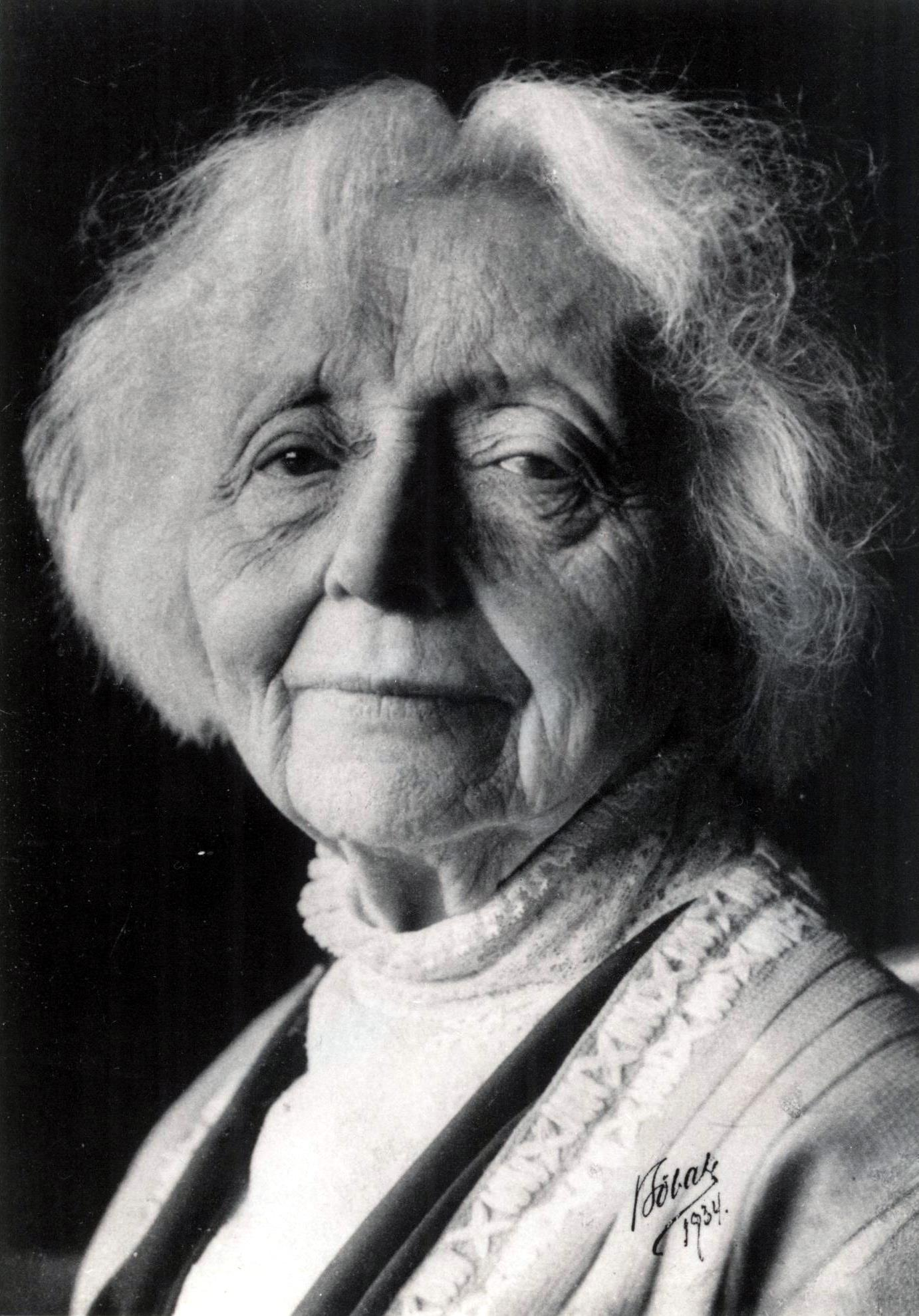
Nina Grieg in 1934

Nina Hagerup (Bergen, 24 november 1845 - Kopenhagen, 9 december 1935) was een Noorse sopraan.
Ze was een nicht van de beroemde componist Edvard Grieg, met wie ze op 11 juni 1867 trouwde in Kopenhagen. Edvard en Nina Grieg traden vaak samen op tijdens concerten. Af en toe trad ze ook op met pianiste Agathe Backer-Grøndahl.
Nadat haar man in 1907 overleed, verhuisde ze naar Kopenhagen waar ze tot haar dood bleef wonen. Frederick Delius droeg twee werken aan haar op; Delius was verzot op Noorwegen.
Er is weinig opgenomen materiaal van Nina. Er zijn alleen twee slecht bewaard gebleven platen bekend.
- Bibsys: 90176578
- Bibliothèque nationale de France: cb13544880x (data)
- Gemeinsame Normdatei: 119558149
- International Standard Name Identifier: 0000 0000 2032 2489
- KulturNav: a7a036cf-bf52-4503-893c-006307034be0
- Library of Congress Control Number: n79046494
- MusicBrainz: 7f932a5e-587f-4dbc-bc9c-f097d7f45eda
- Nederlandse Thesaurus van Auteursnamen: 176919929
- SNAC: w65x2mnd
- Système universitaire de documentation: 050766384
- Virtual International Authority File: 10658838
- WorldCat: E39PBJhdcqjPYWFDbq9kPmVHmd